# Ejido el Consuelo
Ejido el Consuelo är en ort i kommunen San José del Rincón i delstaten Mexiko i Mexiko. Samhället hade 319 invånare vid folkräkningen 2020.